# Anna Féresse-Deraismes
Anna Féresse-Deraismes (Paris, França, 1 de outubro de 1821 - Paris, França, 19 de janeiro de 1910) foi uma ativista feminista, republicana e maçon francesa, reconhecida por ter sido nomeada presidente honorária do Congresso Internacional de Mulheres em 1896 e 1900. Foi também uma das fundadoras da primeira Ordem Maçônica de gênero misto, Le Droit Humain. Era irmã da autora e feminista Maria Deraismes.

## Biografia
Nascida Antoinette Marie Deraismes a 1 de outubro de 1821, em Paris, Anna, nome pelo qual era chamada pela sua família e o seu núcleo mais próximo, era proveniente de uma família burguesa liberal, sendo filha de François Henry Louis Deraismes, transitário bem sucedido nas exportações para a América e fervoroso republicano de valores anticlericais voltaireanos, e de Anne Geneviève Françoise Soleil. Era a mais velha dos quatro filhos do casal, sendo irmã de Jean François, Maria e Pauline Deraisme.
Influenciada pela mesma filosofia e ideais de seu pai, beneficiou desde muito cedo de uma educação privilegiada e muito diferente daquela que era dada à maioria do género feminino, sendo versada em filosofia, direito, economia, história, artes e línguas como o grego e o latim. Anos mais tarde, em 1842, a filantropa francesa Isabelle Bogelot, então órfã, foi acolhida pela família Deraismes, tendo Anna Féresse-Deraismes se encarregado tanto da sua educação como das suas irmãs mais novas, quando o seu pai morreu em 1852.
Em 1846, casou-se com Michel Henri Édouard Féresse, engenheiro mecânico, referido no seu círculo pessoal como Édouard, contudo dois meses após a cerimónia, o seu marido morreu inesperadamente. Viúva, sem herdeiros e com uma fortuna considerável, passou a viver com a sua irmã Maria em Paris, num apartamento na Rue Cardinet, e numa casa em Pontoise.
Tal como a sua irmã Maria, Anna Féresse-Deraismes também foi um dos membros fundadores da primeira Ordem Maçônica de género misto, Le Droit Humain.
Durante a maior parte da sua vida desempenhou um papel discreto na esteira da sua irmã mais nova, à medida que se tornava mais reconhecida. Após a morte de Maria em 1894, Anna Féresse-Deraismes reuniu o trabalho de sua irmã na obra Oeuvres complètes de Maria Deraismes, publicada em 1895 e 1896, e passou a dedicar-se ativamente na luta pelos direitos das mulheres, tendo aderido à "Société pour l'amélioration du sort de la femme et la revendication de ses droits" (Sociedade para a Melhoria das Condições das Mulheres e a Reivindicação de Seus Direitos).
No Congresso Internacional das Mulheres, realizado em Paris, a 9 de abril de 1896, foi nomeada presidente honorária, passando a trabalhar proximamente com Maria Pognon, Marie Martin, Marie Popelin, Marya Chéliga-Loevy, Louise Koppe e Eugénie Potonié-Pierre. Anos mais tarde, foi novamente nomeada presidente honorária do Congresso Internacional de Mulheres em 1900.
Em 1904, tornou-se membro da "Association Nationale des Libres Penseurs de France" (Associação Nacional dos Livres Pensadores de França).
Em dezembro de 1898, realizou um elogio fúnebre para Virginie Griess-Traut, tendo ainda sido convidada para discursar em vários outras ocasiões, como na inauguração da estátua de Charles Fourier no Boulevard de Clichy em junho de 1899 ou da publicação do romance Travail (Trabalho) de Émile Zola.
Faleceu a 19 de janeiro de 1910, no 17º arrondissement de Paris.

## Trabalhos selecionados
- Oeuvres complètes de Maria Deraismes (compilado)
- Allocution de Mme Féresse-Deraismes, Présidente d'honneur du Congrès, Presidente de la Sociéte pour l'amélioration du sort de la femme et la revendication de ses droits., 1900